# Gertrud Meyer
Pour les articles homonymes, voir Meyer.
Gertrud Meyer, aussi appelée Trudi Meyer, née le 13 juillet 1914 à Hanovre et morte le 23 octobre 1999 dans la même ville, est une gymnaste artistique allemande.

## Biographie
Gertrud Meyer remporte aux Jeux olympiques d'été de 1936 à Berlin la médaille d'or du concours général par équipes féminin avec Käthe Sohnemann, Anita Bärwirth, Erna Bürger, Isolde Frölian, Trudi Meyer, Paula Pöhlsen et Julie Schmitt.
Elle est la femme de Bernhard Baier, joueur allemand de water-polo.